# Stanisław Jasiński (1937–2014)
Stanisław Jasiński (ur. 24 marca 1937 w Rudzie Żurawieckiej, zm. 24 czerwca 2014 w Chocianowie) – polski działacz partyjny i państwowy, nauczyciel oraz ekonomista, w latach 1981–1982 I sekretarz Komitetu Wojewódzkiego PZPR w Legnicy.

## Życiorys
Syn Piotra i Marii. W latach 1957–1959 kształcił się w Studium Nauczycielskim we Wrocławiu. W 1968 ukończył Wyższą Szkołę Nauk Społecznych przy KC PZPR, a w 1971 uzyskał magisterium z ekonomii na Akademii Ekonomicznej we Wrocławiu. Od 1955 do 1957 kierował szkołą podstawową w Machnowie, a od 1959 do 1962 był szefem państwowego domu dziecka w Bolesławcu. Następnie do 1963 był podinspektorem w Wydziale Oświaty Prezydium Powiatowej Rady Narodowej w Bolesławcu. W latach 1971–1981 pozostawał wicedyrektorem Zakładów Rudnych w Polkowicach.
W 1955 wstąpił do Polskiej Zjednoczonej Partii Robotniczej. Zajmował stanowiska sekretarza Komitetów Powiatowych PZPR w Bolesławcu (1963–1967) i Lubinie (1968–1971). Od 23 czerwca 1981 do 5 lutego 1982 pełnił funkcję I sekretarza Komitetu Wojewódzkiego PZPR w Legnicy.